# Izarra de Pontigny
Izarra de Pontigny est une jument grise inscrite au registre généalogique du Selle français, connue pour sa grande taille et pour avoir remporté la finale de la Grande semaine de Fontainebleau en 2023, dans la catégorie des chevaux de 5 ans. 

## Histoire
Izarra de Pontigny naît en 2018 à l'élevage de la famille Cesse, au lieu-dit Pontigny, sur la commune de Condé-Northen. 
Lionel Cesse se décrit lui-même comme un « petit éleveur amateur », qui fait naître un poulain une fois tous les deux ans dans un cadre familial.
La jument est éduquée au saut d'obstacles par ses éleveurs, Gaëlle Cesse la montant à partir de ses 4 ans. Elle se qualifie au cycle libre en 2e année. 

## Description
Izarra de Pontigny est une jument de robe grise, inscrite au stud-book du Selle français. Elle mesure 1,77 m, ce qui en fait une jument de très grande taille. Physiquement, ses éleveurs la rapprochent de l'étalon Cantus, son grand-père paternel. 
Elle est aussi réputée très gentille.

## Palmarès
Izarra de Pontigny est vainqueur du concours régional du Selle français à 3 ans, puis est devenue la championne de France des chevaux d'obstacles de 5 ans. Elle a été montée par Gaëlle Cesse, qui exerce la profession de manipulatrice radio dans un cabinet de rhumatologie. La jument a obtenu un total de trois points, avec une note de manière de 16 dans la finale et de 17 en aptitude.

## Origines
Izarra de Pontigny est une fille de l'étalon Holsteiner Canturo, et de la jument Virgule de Pontigny, par Florian de la vie. Elle compte 36 % d'ancêtres Pur-sang. Son ancêtre majeur est l'étalon Rantzau.
Sa naissance découle de l'achat de sa grand-mère, Diva du Saulnois, une fille de Narcos II née au haras national de Pompadour. Cette jument est consacrée à la reproduction, donnant naissance à sa dernière pouliche, Virgule de Pontivy, qui deviendra la mère d'Izarra. 